# Wassili Schirow
Wassili Walerejewitsch Schirow (russisch Василий Валерьевич Жиров; * 4. April 1974 in Balqasch, Kasachische SSR, Sowjetunion) ist ein ehemaliger kasachischer Boxer. Er war Weltmeister der IBF im Cruisergewicht und gewann als Amateur die Goldmedaille im Halbschwergewicht bei den Olympischen Spielen 1996 in Atlanta.

## Amateurkarriere
Schirow begann im Alter von 12 Jahren in der Boxabteilung einer Berufsschule mit dem Training und wurde von Alexander Apachinsky trainiert. Er erreichte 1990 jeweils den ersten Platz bei der Schüler-Spartakiade in Moskau sowie der Sowjetischen Kadetten-Meisterschaft in Donezk und gewann 1992 im Mittelgewicht auch die Junioren-Europameisterschaft in Edinburgh, wobei er im Finale Sinan Sam bezwang.
Bei der Weltmeisterschaft 1993 in Tampere unterlag er im Halbfinale des Mittelgewichts gegen Akın Kuloğlu und gewann damit eine Bronzemedaille, zudem gewann er weitere Bronzemedaillen im Halbschwergewicht bei den Asienspielen 1994 in Hiroshima und der Asienmeisterschaft 1994 in Teheran.
1995 gewann er die Goldmedaille im Halbschwergewicht bei der Asienmeisterschaft in Taschkent und bei der Weltmeisterschaft 1995 in Berlin Bronze im Halbschwergewicht, nachdem er im Halbfinale gegen Antonio Tarver ausgeschieden war.
Sein größter Erfolg war der Gewinn der Goldmedaille im Halbschwergewicht bei den Olympischen Spielen 1996 in Atlanta, nachdem er den Mexikaner Julio González, den Italiener Pietro Aurino, den Kanadier Troy Ross, diesmal auch den US-Amerikaner Antonio Tarver, sowie im Finalkampf den Südkoreaner Lee Seung-bae besiegt hatte. Darüber hinaus wurde er mit dem Val-Barker-Pokal als herausragendster Boxer der Olympischen Spiele ausgezeichnet.

## Profikarriere
Nach den Olympischen Spielen wurde Schirow vom US-Promoter Bob Arum unter Vertrag genommen und zog in die USA. Er boxte im Cruisergewicht und gewann 20 Kämpfe in Folge, 18 davon vorzeitig, wobei er die regionalen WBC-Titel International Champion und American Champion erkämpfte. Er boxte daraufhin am 5. Juni 1999 in Biloxi (Mississippi) gegen den IBF-Weltmeister Arthur Williams und siegte durch TKO in der siebenten Runde. Im Anschluss konnte er den Titel sechsmal verteidigen, unter anderem nach Punkten gegen Jorge Castro. Zudem siegte er in einem Nichttitelkampf im Schwergewicht gegen Adolpho Washington. Seinen IBF-Titel im Cruisergewicht verlor er dann in der siebenten Verteidigung am 26. April 2003 nach Punkten an James Toney, wobei das Duell von der BWAA mit dem Ali-Frazier-Award als Kampf des Jahres ausgezeichnet wurde.
Am 6. November 2003 wurde er mit einem Sieg gegen Joseph Kiwanuka Nordamerika-Meister der NABO im Cruisergewicht, verlor jedoch einen Schwergewichtskampf im März 2004 nach Punkten gegen Joe Mesi. Einen weiteren Kampf in der höchsten Klasse verlor er im Dezember 2004 durch TKO gegen Michael Moorer.
Im Anschluss bestritt er bis Oktober 2009 noch sechs Kämpfe mit fünf Siegen und einem Unentschieden, letzteres erreichte er im Juli 2005 gegen Orlin Norris.

## Nach dem Boxen
Nach Abschluss seiner Sportkarriere blieb Schirow in den Vereinigten Staaten, nahm die US-amerikanische Staatsbürgerschaft an und arbeitete als Boxtrainer im Scottsdale Boxing Club in Arizona. 1999 heiratete er in den USA und wurde Vater von zwei Söhnen, ehe sich das Paar nach zehn Jahren trennte. 2015 heiratete er erneut und konvertierte 2017 zum Islam.